# Věra Růžičková

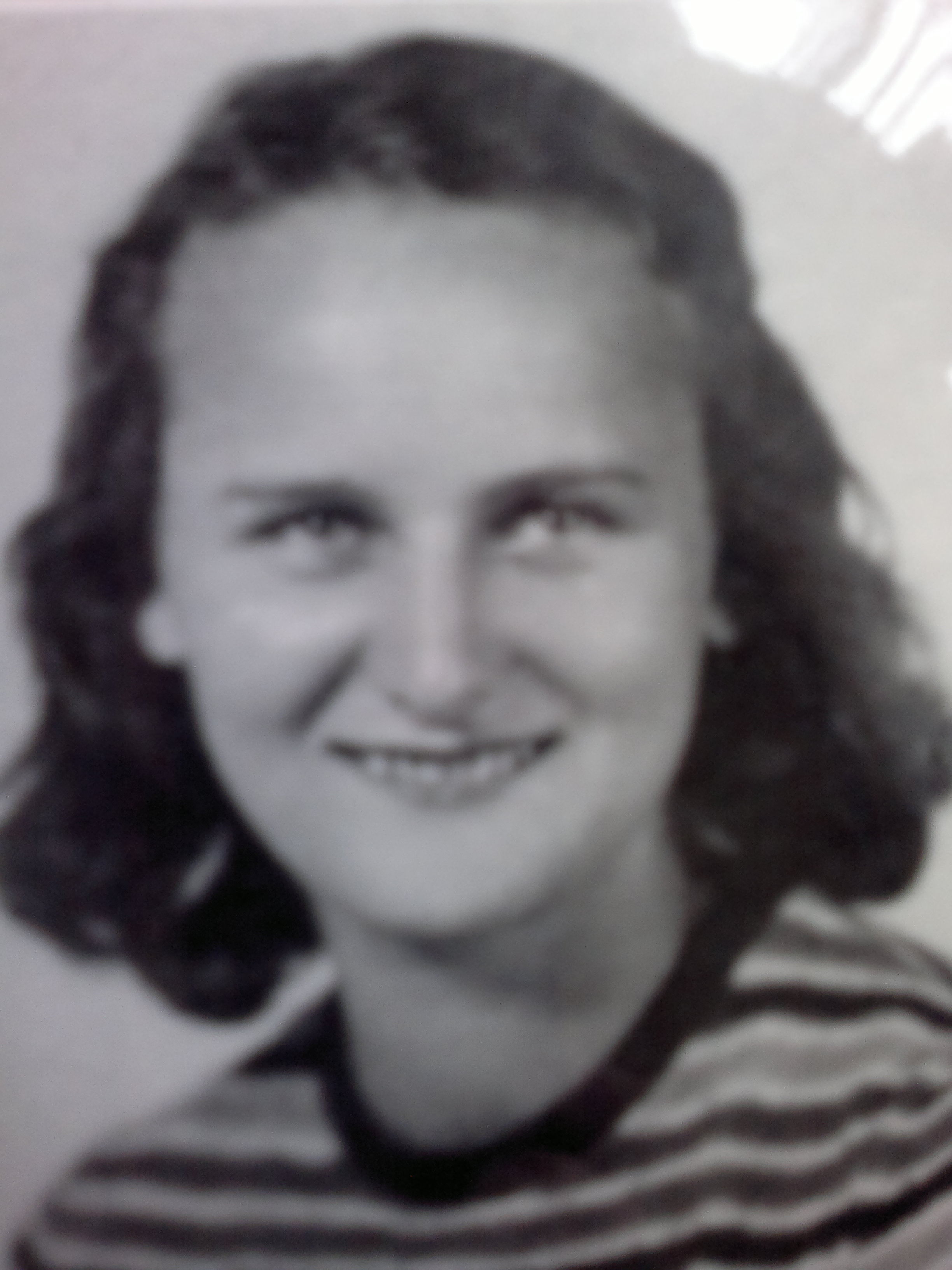
Věra Růžičková v době reprezentace

Věra Růžičková (10. srpna 1928, Brno – 24. listopadu 2018, Brno) byla česká a československá sportovní gymnastka a olympijská vítězka. Na Letních olympijských hrách 1948 v Londýně zvítězila v soutěži družstev žen. 
Vedoucími tohoto družstva byly Marie Provazníková a Vlasta Děkanová. Sestavu s Věrou Růžičkovou dále tvořily Zdeňka Honsová, Miloslava Misáková, Božena Srncová, Milena Müllerová, Zdeňka Veřmiřovská, Olga Šilhánová, Marie Kovářová a Eliška Misáková (in memoriam).

## Život
Sportovní kariéru začala jako skokanka do vody v Klubu vodních sportů v Brně a umístila se na 2. místě na mistrovství republiky dorostenek i žen. Byla také členkou prvoligového basketbalového družstva žen v SK Židenice, ale nakonec se rozhodla pro sportovní gymnastiku v Sokole Brno I. V roce 1946 se probojovala do dvouleté olympijské přípravy a svými výkony se zařadila do reprezentačního družstva ČSR. Jako nejmladší závodnice v družstvu byla určena náhradnicí.
V Londýně, po onemocnění Elišky Misákové dětskou obrnou, nastoupila do družstva a svými dobrými výkony přispěla k vítězství. V neoficiální klasifikaci jednotlivkyň získala šesté místo z 90 závodnic. Byla to slavná soutěž a výsledek družstva byl vysoce hodnocen, protože byl získán za velmi těžkých podmínek. Ráno, den po skončení olympijské soutěže, Eliška Misáková zemřela. Při slavnostním vyhlášení vítězů byla československá vlajka olemována černou stuhou, nesla ji právě Věra Růžičková. Družstvo se vracelo domů se zlatou olympijskou medailí, ale nakonec i s urnou s popelem své kamarádky. Letadlo s gymnastkami z Londýna pilotoval švagr sester Misákových. O úspěchu gymnastek se podle slov Věry Růžičkové později moc nemluvilo a nepsalo také proto, že jejich vedoucí Marie Provazníková ihned po olympiádě volila emigraci a pro komunisty tak byla zrádkyní. O této tragické události, i o přípravách a samotném průběhu gymnastické soutěže žen na londýnské olympiádě natočil režisér Miroslav Kačor v roce 2012 dokument Zlato pro Elišku, v němž byla Věra Růžičková hlavní průvodkyní. Za vítězství sportovkyně získaly i gramorádio.
Rok po olympiádě Věra ukončila závodní činnost, v roce 1949 a v roce 1950 se jí narodili synové, věnovala se i trenérské práci ve sportovním středisku v Brně. Šest let také vedla přípravu juniorek ČSSR, dále se podílela i na přípravě anglických gymnastek a byla činná také jako mezinárodní rozhodčí. Po roce 1990 se zapojila do obnovení činnosti Sokola jako členka předsednictva České obce sokolské a jako náčelnice Sokola Brno I. Zaměřila se na vytváření podmínek pro sportovní činnost v Sokole a podílela se na ustavení Odboru sportu v ČOS. Zapojila se i do organizování činností Světového svazu sokolstva jako jeho místostarostka. Byla rovněž čestnou členkou předsednictva Odboru sportu ČOS.
Významná byla také její činnost v Českém klubu olympioniků, osm let byla předsedkyní ČKO v jihomoravském regionu a následně jeho místopředsedkyní.

## Ocenění
- Medaile Za zásluhy  1. stupeň (2016)